# Centaurea wagenitzii
Centaurea wagenitzii là một loài thực vật có hoa trong họ Cúc. Loài này được Hub.-Mor. mô tả khoa học đầu tiên năm 1967.